# Ditomyiidae
Famille
Les Ditomyiidae sont une famille d'insectes diptères nématocères.

## Liste des genres
Selon Catalogue of Life (2 février 2022) :
- genre Asioditomyia
- genre Australosymmerus
- genre Calliceratomyia
- genre Ditomyia - présent en Europe
- genre Neocrionisca
- genre Nervijuncta
- genre Rhipidita
- genre Symmerus - présent en Europe

Selon ITIS (27 février 2013) :
- genre Ditomyia
- genre Symmerus